# Anchistrocheles hartmanni
Anchistrocheles hartmanni is een mosselkreeftjessoort uit de familie van de Bythocyprididae. De wetenschappelijke naam van de soort is voor het eerst geldig gepubliceerd in 1976 door Maddocks.